# スキウタ〜紅白みんなでアンケート〜
『スキウタ〜紅白みんなでアンケート〜』（スキウタ こうはくみんなでアンケート）は、2005年の『第56回NHK紅白歌合戦』の出演者選考に際してNHKが行ったアンケートである。

## 実施方法
2005年の『NHK紅白歌合戦』は「戦後60年」がテーマであり、そのテーマに沿って視聴者の意見を番組に反映させる為、アンケートを実施することになったものである。
アンケートは2005年8月1日 - 10月31日の間、最大4曲を連記する方式で行われた。うち3曲はあらかじめ用意された600曲のリストから選択し、もう1曲はリストにない曲を記入するもの。
投票方法は下記の4種類。
- はがき（各地の放送局やNHKの公開番組収録会場に用意された専用はがきを使用、官製はがき等は無効）
- パソコン（インターネット）
- 携帯電話
- データ放送（地上デジタル放送、及びBSデジタル放送）

## 結果発表
- 投票期間中の10月6日に中間発表が行われ、得票数順に紅白各30曲を発表した。
- 11月21日、特別番組『発表! スキウタ上位100』において最終結果が発表され、紅白各100曲のタイトルを順位を付けずに発表した。
なお選考に当たっては、4つの投票方法ごとに順位を集計し、その平均値の小さい順に上位100曲を選んでいる。
- 12月31日、紅白歌合戦の前に生放送された『まもなく紅白! スキウタ・カウントダウンスペシャル』において、最終的な順位が発表された。
- 2006年1月1日、紅白歌合戦の公式ウェブサイト上で、スキウタに投票された約12500曲の全得票数と順位が発表された。

## 投票数の内訳
- 総投票数：151万1481件、375万9996票
- はがき：116万3507件、293万1146票
- パソコン：15万9563件、45万6091票
- 携帯電話：14万6540件、31万812票
- データ放送：2万5875件、6万1947票
- 無効投票：1万5996件

## 最終的な順位（上位100曲）
| 順位  | 紅組                                         | 紅組                                              | 白組                             | 白組                 |
| 順位  | 曲                                           | 歌手                                              | 曲                               | 歌手                 |
| ----- | -------------------------------------------- | ------------------------------------------------- | -------------------------------- | -------------------- |
| 1位   | LOVEマシーン ☆                               | モーニング娘。 ★                                  | 世界に一つだけの花 ☆             | SMAP ★               |
| 2位   | 涙そうそう ☆                                 | 夏川りみ ★ 森山良子 ★                             | 花                               | ORANGE RANGE         |
| 3位   | さくらんぼ                                   | 大塚愛 ★                                          | きよしのズンドコ節               | 氷川きよし ★         |
| 4位   | ハナミズキ ☆                                 | 一青窈 ★                                          | 栄光の架橋                       | ゆず                 |
| 5位   | Yeah! めっちゃホリディ                       | 松浦亜弥 ★                                        | 箱根八里の半次郎                 | 氷川きよし ★         |
| 6位   | Jupiter                                      | 平原綾香 ★                                        | 瞳をとじて                       | 平井堅               |
| 7位   | 地上の星                                     | 中島みゆき                                        | 夜空ノムコウ                     | SMAP ★               |
| 8位   | 川の流れのように ☆                           | 美空ひばり ●                                      | マツケンサンバII                 | 松平健               |
| 9位   | 雪の華 ☆                                     | 中島美嘉 ★                                        | 桜                               | リュ・シウォン       |
| 10位  | いい日旅立ち                                 | 山口百恵                                          | らいおんハート                   | SMAP ★               |
| 11位  | DESIRE                                       | 中森明菜                                          | 硝子の少年                       | KinKi Kids           |
| 12位  | カブトムシ                                   | aiko ★                                            | サウダージ                       | ポルノグラフィティ ★ |
| 13位  | やさしいキスをして ☆                         | DREAMS COME TRUE ★                                | 桜坂                             | 福山雅治             |
| 14位  | 飾りじゃないのよ涙は                         | 中森明菜                                          | WHITE BREATH ☆                   | T.M.Revolution ★     |
| 15位  | 負けないで                                   | ZARD                                              | さくら（独唱）                   | 森山直太朗 ★         |
| 16位  | 天城越え ☆                                   | 石川さゆり ★                                      | TSUNAMI                          | サザンオールスターズ |
| 17位  | 秋桜                                         | 山口百恵                                          | Sign                             | Mr.Children          |
| 18位  | 月のしずく                                   | RUI                                               | なごり雪                         | 伊勢正三             |
| 19位  | 鳥取砂丘                                     | 水森かおり ★                                      | 面影の都 ☆                       | 氷川きよし ★         |
| 20位  | secret base 〜君がくれたもの〜               | ZONE                                              | 上海ハニー                       | ORANGE RANGE         |
| 21位  | 赤いスイートピー                             | 松田聖子                                          | 高校三年生                       | 舟木一夫             |
| 22位  | いつでも夢を                                 | 吉永小百合&橋幸夫                                 | キズナ                           | ORANGE RANGE         |
| 23位  | CAN YOU CELEBRATE?                           | 安室奈美恵                                        | 君にBUMP                         | ケツメイシ           |
| 24位  | タッチ                                       | 岩崎良美                                          | 夏色                             | ゆず                 |
| 25位  | My Revolution ☆                              | 渡辺美里 ★                                        | 空も飛べるはず                   | スピッツ             |
| 26位  | LOVE LOVE LOVE                               | DREAMS COME TRUE ★                                | BANG! BANG! バカンス!            | SMAP ★               |
| 27位  | Dearest                                      | 浜崎あゆみ ★                                      | どんなときも。                   | 槇原敬之             |
| 28位  | SEASONS                                      | 浜崎あゆみ ★                                      | 神田川                           | かぐや姫             |
| 29位  | Everything                                   | MISIA                                             | AMBITIOUS JAPAN!                 | TOKIO ★              |
| 30位  | 会いたい                                     | 沢田知可子                                        | フラワー                         | KinKi Kids           |
| 31位  | First Love                                   | 宇多田ヒカル                                      | 乾杯                             | 長渕剛               |
| 32位  | 亜麻色の髪の乙女 ☆                           | 島谷ひとみ ★                                      | 浪漫飛行                         | 米米CLUB             |
| 33位  | 時代                                         | 中島みゆき                                        | 島唄（オリジナル・ヴァージョン） | THE BOOM             |
| 34位  | もらい泣き                                   | 一青窈 ★                                          | 昴                               | 谷村新司 ★           |
| 35位  | 時の流れに身をまかせ                         | テレサ・テン ●                                    | 少年時代                         | 井上陽水             |
| 36位  | みだれ髪                                     | 美空ひばり ●                                      | 最初から今まで                   | Ryu                  |
| 37位  | あの鐘を鳴らすのはあなた                     | 和田アキ子 ★                                      | ココロオドル                     | nobodyknows+         |
| 38位  | 異邦人                                       | 久保田早紀                                        | 宇宙戦艦ヤマト                   | ささきいさお         |
| 39位  | 津軽海峡・冬景色                             | 石川さゆり ★                                      | 上を向いて歩こう                 | 坂本九 ●             |
| 40位  | 河内おとこ節                                 | 中村美律子                                        | 見上げてごらん夜の星を           | 坂本九 ●             |
| 41位  | 夜桜お七                                     | 坂本冬美 ★                                        | いとしのエリー                   | サザンオールスターズ |
| 42位  | 木綿のハンカチーフ                           | 太田裕美                                          | セロリ                           | 山崎まさよし SMAP ★  |
| 43位  | 月光                                         | 鬼束ちひろ                                        | 桜                               | 河口恭吾             |
| 44位  | fragile                                      | Every Little Thing                                | ラブ・ストーリーは突然に         | 小田和正             |
| 45位  | 喝采                                         | ちあきなおみ                                      | One Night Carnival ☆             | 氣志團 ★             |
| 46位  | 珍島物語                                     | 天童よしみ ★                                      | I LOVE YOU                       | 尾崎豊 ●             |
| 47位  | 越冬つばめ                                   | 森昌子                                            | HEAVEN'S DRIVE                   | L'Arc〜en〜Ciel      |
| 48位  | 雪椿                                         | 小林幸子 ★                                        | innocent world                   | Mr.Children          |
| 49位  | 舟唄                                         | 八代亜紀                                          | Choo Choo TRAIN                  | EXILE ZOO            |
| 50位  | ハッピー☆マテリアル                          | 麻帆良学園中等部2-A                               | YAH YAH YAH                      | CHAGE&ASKA           |
| 51位  | 聖母たちのララバイ                           | 岩崎宏美                                          | さくら                           | ケツメイシ           |
| 52位  | つぐない                                     | テレサ・テン ●                                    | Tomorrow never knows             | Mr.Children          |
| 53位  | さとうきび畑 ☆                               | 森山良子 ★                                        | ワインレッドの心                 | 安全地帯             |
| 54位  | Automatic                                    | 宇多田ヒカル                                      | 風雪ながれ旅 ☆                   | 北島三郎 ★           |
| 55位  | あばれ太鼓                                   | 坂本冬美 ★                                        | まつり                           | 北島三郎 ★           |
| 56位  | Love, Day After Tomorrow ☆                   | 倉木麻衣 ★                                        | 壊れかけのRadio                  | 徳永英明             |
| 57位  | Diamonds                                     | プリンセス・プリンセス                            | 襟裳岬                           | 森進一 ★             |
| 58位  | 恋人よ                                       | 五輪真弓                                          | 愛しき日々                       | 堀内孝雄 ★           |
| 59位  | フレンズ                                     | レベッカ                                          | ひとり ☆                         | ゴスペラーズ ★       |
| 60位  | じょんから女節                               | 長山洋子 ★                                        | キラキラ                         | 小田和正             |
| 61位  | あなたに逢いたくて〜Missing You〜            | 松田聖子                                          | 愛は勝つ                         | KAN                  |
| 62位  | 悲しい酒                                     | 美空ひばり ●                                      | LOVE PHANTOM                     | B'z                  |
| 63位  | キラキラ                                     | aiko ★                                            | 悲しみは雪のように               | 浜田省吾             |
| 64位  | 風の盆恋歌                                   | 石川さゆり ★                                      | HOWEVER                          | GLAY                 |
| 65位  | ブルー・ライト・ヨコハマ                     | いしだあゆみ                                      | 名もなき詩                       | Mr.Children          |
| 66位  | WHITE LOVE                                   | SPEED                                             | vestige -ヴェスティージ-         | T.M Revolution ★     |
| 67位  | 雨の慕情                                     | 八代亜紀                                          | SAY YES                          | CHAGE&ASKA           |
| 68位  | 卒業写真                                     | 荒井由実 ★（現・松任谷由実） ハイ・ファイ・セット | 潮来笠                           | 橋幸夫               |
| 69位  | TOMORROW                                     | 岡本真夜                                          | ルビーの指環                     | 寺尾聰               |
| 70位  | 世界中の誰よりきっと                         | 中山美穂&WANDS                                    | とんぼ                           | 長渕剛               |
| 71位  | 青い珊瑚礁                                   | 松田聖子                                          | 22歳の別れ                       | 伊勢正三 風          |
| 72位  | for you…                                     | 髙橋真梨子                                        | 勝手にしやがれ                   | 沢田研二             |
| 73位  | UFO                                          | ピンク・レディー                                  | 初めて出会った日のように         | パク・ヨンハ         |
| 74位  | 涙をこえて                                   | ヤング101                                         | 君がいるだけで                   | 米米CLUB             |
| 75位  | 二輪草 ☆                                     | 川中美幸 ★                                        | 紅 (くれない)                    | X                    |
| 76位  | 人生いろいろ                                 | 島倉千代子                                        | クリスマス・イブ                 | 山下達郎             |
| 77位  | I'm proud                                    | 華原朋美                                          | Winter,again                     | GLAY                 |
| 78位  | 女…ひとり旅                                  | 田川寿美                                          | 時の過ぎゆくままに               | 沢田研二             |
| 79位  | 愛の讃歌 ☆                                   | 越路吹雪 ●                                        | 楽園                             | 平井堅               |
| 80位  | 本能                                         | 椎名林檎                                          | シクラメンのかほり               | 布施明 ★ 小椋佳      |
| 81位  | Time goes by                                 | Every Little Thing                                | おふくろさん ☆                   | 森進一 ★             |
| 82位  | そばかす                                     | JUDY AND MARY                                     | 関白宣言                         | さだまさし           |
| 83位  | ら・ら・ら                                   | 大黒摩季                                          | あゝ上野駅                       | 井沢八郎             |
| 84位  | プレイバックPart2                            | 山口百恵                                          | 全力少年 ☆                       | スキマスイッチ ★     |
| 85位  | 風まかせ                                     | 中村美律子                                        | 十六夜の月 ☆                     | w-inds. ★            |
| 86位  | 桃色吐息                                     | 髙橋真梨子                                        | YOUNG MAN (Y.M.C.A.)             | 西城秀樹             |
| 87位  | 大器晩成                                     | 島津亜矢                                          | 星空のディスタンス               | THE ALFEE            |
| 88位  | ひだまりの詩                                 | Le Couple                                         | 兄弟船                           | 鳥羽一郎 ★           |
| 89位  | 守ってあげたい                               | 松任谷由実                                        | さよなら                         | オフコース           |
| 90位  | まちぶせ                                     | 石川ひとみ                                        | Marionette－マリオネット－       | BOØWY                |
| 91位  | あなたのキスを数えましょう 〜You were mine〜 | 小柳ゆき                                          | ANOTHER WORLD                    | Gackt                |
| 92位  | あなたに会えてよかった                       | 小泉今日子                                        | 贈る言葉                         | 海援隊               |
| 93位  | WILL                                         | 中島美嘉 ★                                        | 仮面舞踏会                       | 少年隊               |
| 94位  | オリビアを聴きながら                         | 杏里 尾崎亜美                                     | 長良川艶歌                       | 五木ひろし ★         |
| 95位  | DEPARTURES                                   | globe                                             | 望郷じょんから                   | 細川たかし★          |
| 96位  | 無言坂 ☆                                     | 香西かおり ★                                      | 好きやねん、大阪。               | 関ジャニ∞            |
| 97位  | 駅                                           | 竹内まりや                                        | 熱き鼓動の果て                   | B'z                  |
| 98位  | むらさき雨情 ☆                               | 藤あや子 ★                                        | 私鉄沿線                         | 野口五郎             |
| 99位  | 知床旅情                                     | 加藤登紀子                                        | 酒と泪と男と女                   | 河島英五 ●           |
| 100位 | PRIDE                                        | 今井美樹                                          | 初恋                             | 村下孝蔵 ●           |

☆はこの年の『第56回NHK紅白歌合戦』で歌われた曲。★は同じく出場した歌手。●は2005年時点での故人。
同一楽曲で男女の歌手による歌唱が存在するものは、紅組でランクインされた楽曲は女性の、白組でランクインされた楽曲は男性の歌手のみを記載。
1. 1 2  アリスとして出場。
2. ↑  m-flo ♥ Akiko Wadaとして白組から出場。
3. 1 2 3 4  コーナー企画「タイムスリップ60年 昭和・平成ALWAYS内で歌唱された。

## 投票方法別の順位（上位10曲）
| はがき 1. ママの結婚（坂田おさむ） 2. 命くれない（瀬川瑛子） 3. 箱根八里の半次郎 4. きよしのズンドコ節 5. 南十字星（キム・ヨンジャ） 6. 花吹雪（天童よしみ） 7. 大器晩成 8. 北の雪虫（キム・ヨンジャ） 9. 面影の都 10. 小樽のひとよ （鶴岡雅義と東京ロマンチカ） | パソコン 1. 世界に一つだけの花 2. 花 3. 夜空ノムコウ 4. サウダージ 5. 栄光の架橋 6. LOVEマシーン 7. 瞳をとじて 8. 硝子の少年 9. ハナミズキ 10. Sign | 携帯電話 1. 世界に一つだけの花 2. 十六夜の月 3. WHITE BREATH 4. 花 5. 硝子の少年 6. 栄光の架橋 7. 夜空ノムコウ 8. サウダージ 9. LOVEマシーン 10. HEAVEN'S DRIVE | データ放送 1. 世界に一つだけの花 2. 花 3. 涙そうそう 4. 栄光の架橋 5. さくらんぼ 6. 河内おとこ節 7. マツケンサンバII 8. いい日旅立ち 9. LOVEマシーン 10. 瞳をとじて |

## キャンペーン担当アナウンサー
キャンペーンを実施するにあたり、男女各1名のアナウンサーが「スキウタPR大使」に指名され、投票呼びかけ、当日までの関連番組出演などを行った。
- 高山哲哉（山口県出身、東京アナウンス室）
- 神田愛花（神奈川県出身、当時福岡局）

2人には「アイカとテツヤ」という愛称がつけられ、出身地を考慮して、神田が主に東日本を、高山が主に西日本を、それぞれ回って投票を呼びかけた。また、高山アナはキャンペーン用に『スキウタビバビバ』という曲を作製。2人で歌い、キャンペーンソングとして放送などで使われた。

## 反響
名称
言語表現に関する規範であるべきNHKが「スキウタ」という造語を用いたことについて、民放のアナウンサーなどから批判があった。
集計方法
本来は総投票数による単純なランキングだったものが、後に平均値を考慮したものに変更するなど、視聴者の投票行動への見通しの甘さ、組織票や多重投票への対策の不備などに批判があった。
「戦後60年」を謳いながらも、200曲のうち1990年以降に発表された楽曲が115曲、2000年以降に発表された楽曲が60曲を占めるという偏った結果に批判があった。また、600曲の参考曲リストの大半が直近10年以内のものであるなど不平等性も指摘された。また、悪戯で奈良騒音傷害事件の容疑者名がアーティスト名（曲名は「Hip hop shit!」）として投票され、悪戯だと気付かずに公式サイトに掲載してしまうトラブルもあった。
NHK紅白歌合戦への反映
「紅白聴きたい歌アンケート」と大々的に煽ったわりには選考基準として重要視されなかったことに対して批判があった。プロデューサーの石原真はこの件に関し「全部リクエスト曲にすると『あなたが選ぶスキウタトップ100』みたいになり、紅白でやる必要がなくなってしまう」との見解を述べている。
出演者
紅白司会お披露目会見にて、山本耕史が「スキウタ？今初めて聞く単語です。何ですかスキウタって？」と発言をし、仲間由紀恵にフォローされる場面があった。

一方で、この企画以降持ち歌以外の選曲や大物歌手の出演など「新しい紅白」へのきっかけになったことを評価する向きもある。